# 上小鴨村
上小鴨村（かみおがもそん）は、鳥取県東伯郡にあった村。現在の倉吉市の一部にあたる。

## 地理
小鴨川中流域の両岸の沖積地を中心に位置していた。
- 河川：広瀬川[3]

## 歴史
- 1889年（明治22年）10月1日、町村制の施行により、久米郡上古川村、蔵内村、石塚村、福山村、鴨河内村、広瀬村、耳村が合併して村制施行し、上小鴨村が発足[1][2]。旧村名を継承した上古川、蔵内、石塚、福山、鴨河内、広瀬、耳の7大字を編成[2]。
- 1893年（明治26年）小鴨川の氾濫で大きな被害を受けた[2]。
- 1896年（明治29年）4月1日、郡の統合により東伯郡に所属[2]。
- 1914年（大正3年）天神野耕地整理組合を設立し、上小鴨村西側の天神野台地を水田化した[2]。
- 1934年（昭和9年）小鴨川の氾濫で大きな被害を受けた[2]。
- 1948年（昭和23年）上小鴨農業協同組合設立[4]
- 1953年（昭和28年）10月1日、東伯郡西郷村、上井町、倉吉町、社村、上北条村、北谷村、高城村、灘手村（一部）と合併し、市制施行して倉吉市を新設して廃止された[1][2]。合併後、倉吉市大字上古川・蔵内・石塚・福山・鴨河内・広瀬・耳となる[2]。

### 地名の由来
『和名抄』に記載の大鴨郷と推定され、小鴨郷の上流に位置することから。

## 産業
- 農業、果樹園芸、養蚕[2]

## 交通

### 鉄道
- 1941年（昭和16年）鉄道省倉吉線倉吉 - 関金間開通し、大字上古川に上小鴨駅開設[2]。

## 教育
- 1873年（明治6年）石塚小学校開校[5]。1875年（明治8年）中河原村小鴨小学校に編入[5]。1890年（明治23年）小鴨小学校から分離し大字石塚に上小鴨尋常小学校仮校舎を設置[5]。1890年（明治23年）大字福山に校舎新築移転[2][6]。